# Grandview Heights (Ohio)
Grandview Heights es una ciudad situada en el condado de Franklin, Ohio, Estados Unidos. Tiene una población estimada, a mediados de 2022, de 8634 habitantes.
Es parte del área metropolitana de Columbus. 

## Geografía
La localidad está ubicada en las coordenadas 39°58′45″N 83°02′24″O / 39.97917, -83.04000 (39.979299, -83.040111). Según la Oficina del Censo, tiene una superficie total de 3.42 km², de los cuales 3.41 km² corresponden a tierra firme y 0.01 km² están cubiertos de agua.

## Demografía
Según el censo de 2020, en ese momento había 8085 personas residiendo en la localidad. La densidad de población era de 2370.97 hab./km². El 89.10% de los habitantes eran blancos, el 1.47% eran afroamericanos, el 0.09% eran amerindios, el 2.86% eran asiáticos, el 0.04% eran isleños del Pacífico, el 1.00% eran de otras razas y el 5.44% eran de una mezcla de razas. Del total de la población, el 3.18% eran hispanos o latinos de cualquier raza.